# Region Środkowo-Zachodni (Brazylia)
Region Środkowo-Zachodni (port. Região Centro-Oeste) – jeden z pięciu regionów Brazylii, zgodnie z kategoryzacją Brazylijskiego Instytutu Geografii i Statystyki. Do regionu należy trzy z 26 stanów: Goiás, Mato Grosso, Mato Grosso do Sul oraz Dystrykt Federalny. Powierzchnia regionu wynosi 1 606 234,466 km², co odpowiada ok. 18,8% powierzchni kraju. Liczba mieszkańców regionu wynosi 15 875 907, co odpowiada 7,6% ludności Brazylii. Gęstość zaludnienia wynosi niecałe 10 osób na km².

## Geografia
Powierzchnia Regionu Środkowo-Zachodniego wynosi 1 606 234,466 km², co odpowiada ok. 18,8% powierzchni kraju. Jest to drugi pod względem wielkości region Brazylii, za Regionem Północnym. Największym stanem w regionie jest Mato Grosso, którego powierzchnia przekracza 903 tys. km². Najmniejszy jest Dystrykt Federalny o powierzchni 5,8 tys. km². Region Środkowo-Zachodni graniczy ze wszystkimi pozostałymi regionami oraz z Paragwajem i Boliwią. Jest położony w centralnej części kontynentu, bez dostępu do morza.

### Ukształtowanie powierzchni
Region Środkowo-Zachodni składa się z trzech głównych jednostek geomorfologicznych:
- Płaskowyż Centralny – jest zbudowany ze skał metamorficznych, a w miejscach, gdzie są one pokryte skałami osadowymi, tworzą się tzw. chapady. Chapady występują na rozległych obszarach regionu: w stanie Mato Grosso są to Chapada dos Parecis i Chapada dos Guimarães, w stanie Goiás – Chapada dos Veadeiros. Na północy, na granicy z Regionem Północno-Wschodnim, znajduje się pasmo Espigão Mestre, dzielące zlewiska Tocantins i São Francisco.
- Płaskowyż Południowy – rozciąga się od Regionu Południowego po stany Mato Grosso do Sul i Goiás. Znajdują się tu najżyźniejsze gleby w całym Regionie Środkowo-Zachodnim: czerwone gleby terra rosa
- Równina Pantanalu – rozległa równina aluwialna, położona na terenie brazylijskich stanów Mato Grosso i Mato Grosso do Sul oraz w Boliwii i Paragwaju, regularnie zalewana przez rzekę Paragwaj i jej dopływy

### Klimat

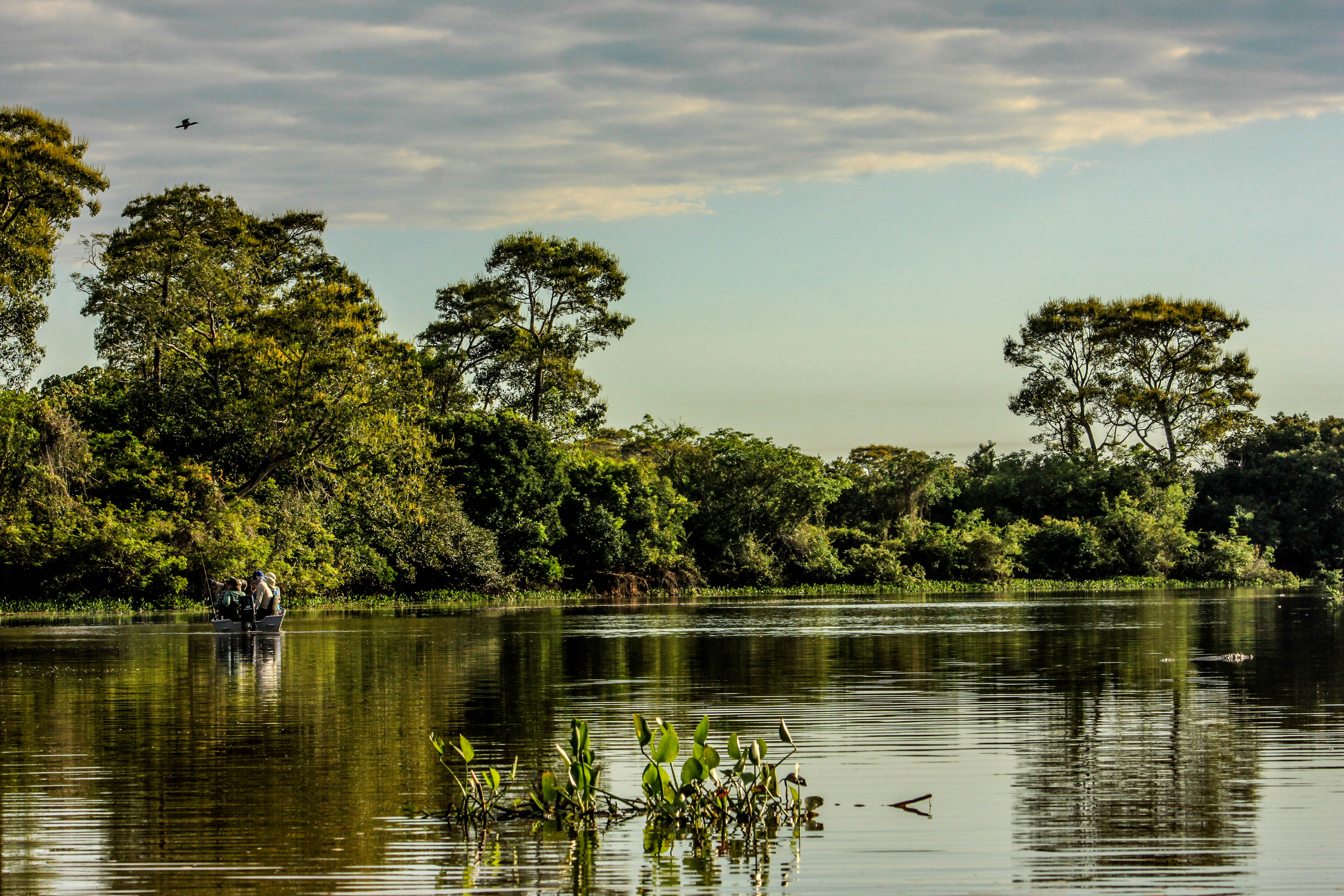
Pantanal w porze deszczowej

W Regionie Środkowo-Zachodnim występuje klimat zwrotnikowy wilgotny. Charakteryzuje się wysokimi opadami deszczu od października do kwietnia oraz porą suchą pomiędzy majem a wrześniem. Podczas najcieplejszych pór roku – wiosny i lata – średnia temperatura oscyluje w granicach 24–26 °C, a maksymalne przekraczają 30 °C. W najzimniejszych zimowych miesiącach temperatura spada nawet poniżej 10 °C.
Północ stanu Mato Grosso, leżąca na obszarze Amazonii, znajduje się w strefie klimatu równikowego i tu notuje się największe w regionie opady, mogące osiągać 2500 mm rocznie. W pozostałej części regionu opady mieszczą się w granicach 1000–1500 mm rocznie. Na północy regionu temperatury w zimie sięgają powyżej 18 °C, w lecie powyżej 25 °C. W tym regionie występuje też zjawisko surazos – zimnego arktycznego wiatru, który przemieszcza się doliną rzeki Paragwaj i dociera do zachodnich krańców stanów Mato Grosso i Mato Grosso do Sul.
W wyższych partiach Płaskowyżu Centralnego mogą występować przymrozki.

### Roślinność

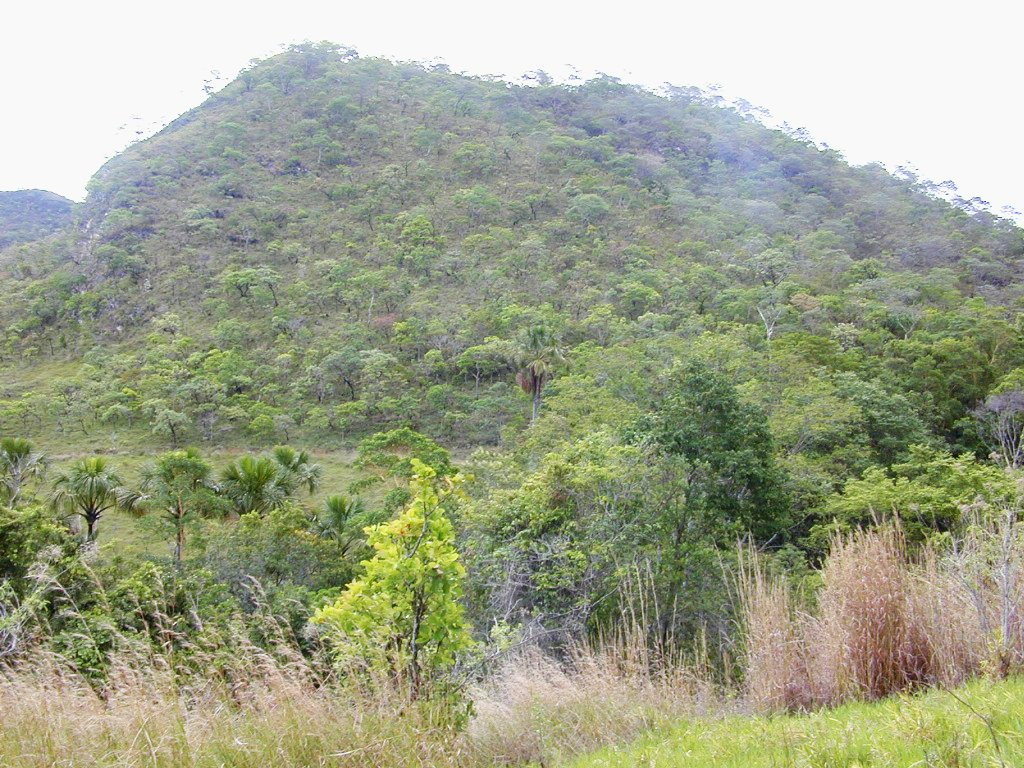
Typowy krajobraz cerrado

W Regionie Środkowo-Zachodnim występuje kilka różnych rodzajów roślinności. Północne i zachodnie krańce regionu porasta puszcza amazońska, odznaczająca się bujną i gęstą roślinnością. Większość regionu zajmuje cerrado, rodzaj sawanny porośniętej trawami, krzakami i drzewami o skarłowaciałych pniach, grubych liściach i rozbudowanych korzeniach, przystosowanych do wrastania głęboko w glebę aż sięgną wody. Jednym z najpopularniejszych gatunków drzew porastających cerrado jest pequi lub pequizeiro (Caryocar brasiliense), którego owoce są składnikiem miejscowej diety. Region cerrado został w znacznej mierze zniszczony przez działalność człowieka i szacuje się, że do dziś zostało zaledwie ok. 20% oryginalnej roślinności tego rodzaju.
W stanie Mato Grosso do Sul występują duże powierzchnie użytków zielonych, znanych jako pola Vacaria, które przypominają argentyńską pampę. Na terenie Pantanalu, który w lecie jest zalewany wodą, występuje jednocześnie kilka rodzajów roślinności: las, łąki, a nawet caatinga.

### Hydrografia
W Regionie Środkowo-Zachodnim znajdują się 4 główne dorzecza:
- Dorzecze Amazonki – leży na obszarze stanu Mato Grosso i obejmuje większe rzeki, takie jak Xingu oraz jedne z największych dopływów Amazonki, czyli Juruena i Teles Pires, które tworzą rzekę Tapajós
- Dorzecze Tocantins – Araguaia – znajduje się na północy i na zachodzie stanu Goiás oraz we wschodniej części stanu Mato Grosso, obydwie rzeki mają swoje źródła w stanie Goiás
- Dorzecze Parany – leży na terenie 7 stanów: Minas Gerais, Goiás, Mato Grosso do Sul, São Paulo, Parana, Santa Catarina i Dystryktu Federalnego. Główną rzeką jest Parana, ale do dorzecza należą także inne duże rzeki, będące jej dopływami: Grande, Paranaíba, Tietê, Paranapanema i Iguaçu.
- Dorzecze rzeki Paragwaj – znajduje się na obszarze stanów Mato Grosso i Mato Grosso do Sul, a także na terytorium państw graniczących z Brazylią: Argentyny, Paragwaju i Boliwii. Główną rzeką jest Paragwaj, którego źródła znajdują się na Chapada dos Parecis w Mato Grosso.

## Historia
Tereny obecnego Regionu Środkowo-Zachodniego były początkowo zamieszkane przez plemiona indiańskie. W XVI wieku przybyli tu pierwsi bandeirantes z południa, poszukujący bogactw mineralnych i Indiańskich niewolników. Jednocześnie z północy przybyli misjonarze, pragnący nawracać Indian na chrześcijaństwo. Część terytorium, które obecnie wchodzi w skład Regionu Środkowo-Zachodniego należała do Hiszpanii, zgodnie z Traktatem z Tordesillas, jednak portugalscy odkrywcy wdzierali się na te ziemie, zajmując je w imieniu korony portugalskiej, wbrew traktatowi. Obszar dzisiejszego stanu Mato Grosso był podporządkowany kapitanii São Paulo, a na początku XVIII wieku gubernator tej kapitanii przeniósł się do osady Arraial de Cuiabá i nadał jej prawa miejskie – obecnie to miasto Cuiabá, stolica stanu Mato Grosso. Rozwój regionu był związany z odkryciem złota na początku XVIII wieku, a później z migracjami hodowców bydła, którzy wypasali swoje stada na rozległych pastwiskach środkowego zachodu.
W 1864 r. rozpoczęła się wojna paragwajska. Jej początek miał miejsce w stanie Mato Grosso, napadniętym przez wojska paragwajskie. Wojna zakończyła się w 1870 roku, a jednym z jej postanowień było przyznanie Brazylii części terytorium Paragwaju, które dzisiaj wchodzi w skład stanu Mato Grosso do Sul. W kwietniu 1977 prezydent Ernesto Geisel podjął decyzję o podzieleniu stanu Mato Grosso i wydzieleniu z jego południowej części odrębnego stanu Mato Grosso do Sul. Podział dokonał się w styczniu 1979 wraz z powołaniem rządu nowego stanu.

### Budowa Brasílii

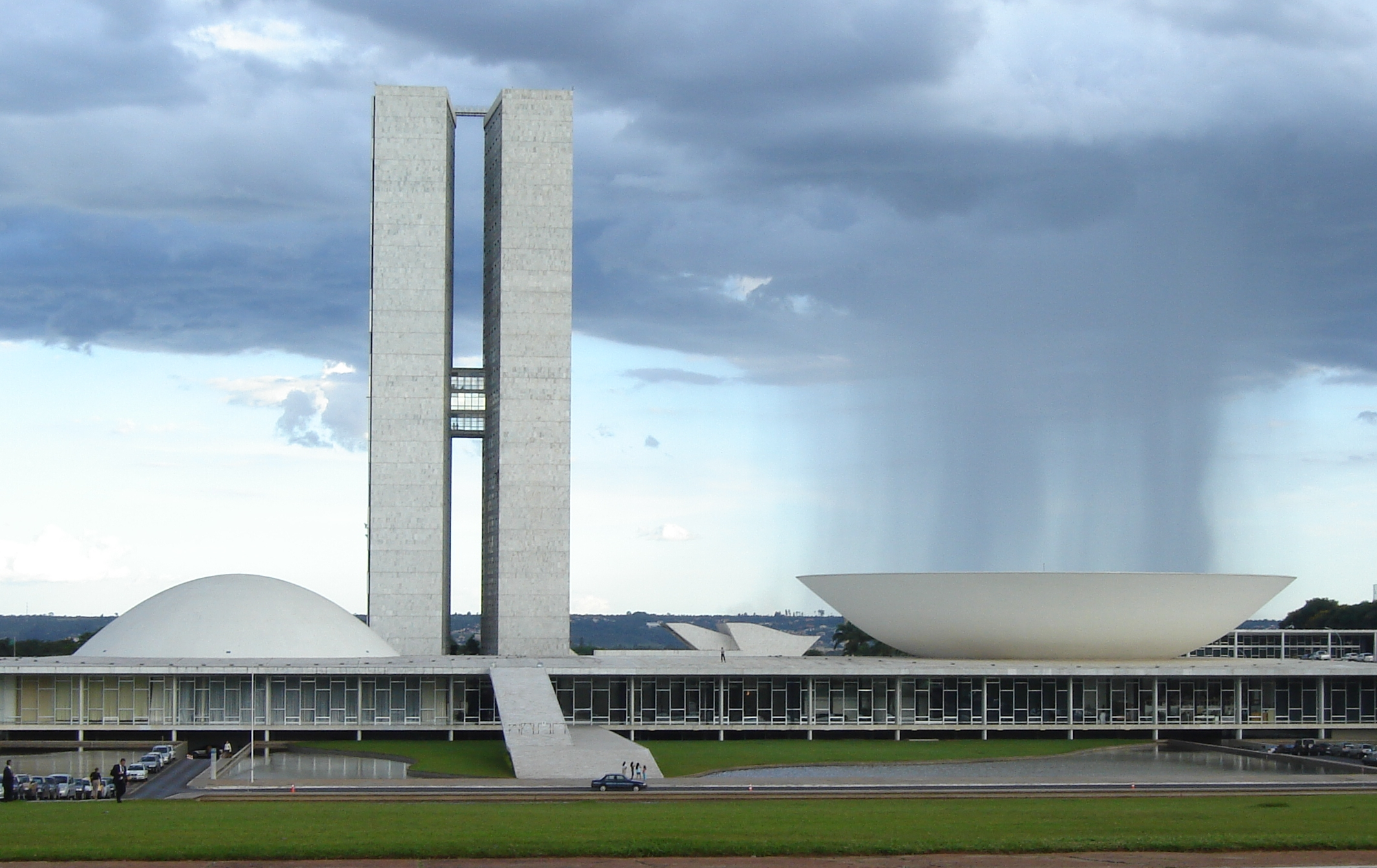
Kongres w Brasílii

Pomysł wzniesienia nowej stolicy, która miałaby zastąpić Rio de Janeiro, pojawił się już w XIX wieku. W konstytucji z 1891 wpisano pierwsze wzmianki, a w konstytucji z 1946 sprezycowano miejsce, gdzie miała zostać wybudowana: Płaskowyż Centralny. 15 marca 1956 prezydent Juscelino Kubitschek uzyskał zgodę Kongresu na rozpoczęcie budowy. Konkurs na projekt miasta wygrał Lúcio Costa i on był odpowiedzialny za kwestie urbanistyczne, a głównym architektem został jego przyjaciel Oscar Niemeyer. Miejskie krajobrazy zaprojektowali bracia Burle Marx.
Do pracy przy budowie stolicy zatrudniono robotników przybyłych z wielu regionów Brazylii, głównie z Nordeste. Byli oni nazywani candangos i do dzisiaj pomnik ku ich czci stoi na jednym z głównych placów miasta, Placu Trzech Władz (Praça dos Três Poderes).
Budowa Brasílii trwała 4 lata i kosztowała ok. miliarda dolarów. Wysokie  koszty były spowodowane głównie brakiem infrastruktury w rejonie budowy i koniecznością sprowadzania materiałów budowlanych drogą lotniczą. Inauguracja Brasílii miała miejsce 21 kwietnia 1960, w rocznicę odkrycia Brazylii przez Portugalczyków (22 kwietnia 1500). Wkrótce potem do nowej stolicy przeniosły się główne urzędy i organy władzy państwowej.

## Demografia
Liczba mieszkańców regionu wynosi 15 875 907, co odpowiada 7,6% ludności Brazylii. Gęstość zaludnienia wynosi niecałe 10 osób na km². Największy pod względem populacji jest stan Goiás, który liczy 6,8 mln mieszkańców. Kolejne są: Mato Grosso (3,3 mln), Dystrykt Federalny (3 mln) i Mato Grosso do Sul (2,7 mln). Największe miasta to stolice stanów oraz stolica kraju, Brasília.
| Pozycja | Miasto               | Stan               | Liczba ludności |
| ------- | -------------------- | ------------------ | --------------- |
| 1       | Brasília             | Dystrykt Federalny | 3 039 444       |
| 2       | Goiânia              | Goiás              | 1 466 105       |
| 3       | Campo Grande         | Mato Grosso do Sul | 874 210         |
| 4       | Cuiabá               | Mato Grosso        | 590 118         |
| 5       | Aparecida de Goiânia | Goiás              | 542 090         |

Region Środkowo-Zachodni odznacza się wysokim wskaźnikiem urbanizacji, który wynosi prawie 90% i ustępuje pod tym względem jedynie Regionowi Południowo-Wschodniemu. Jeszcze w latach 70. XX wieku procent mieszkańców wsi w regionie wynosił ok. 60%, ale w zaledwie 10 lat spadł do 32%, a w kolejnych latach do niewielu ponad 10%. Powodem była budowa nowej stolicy, gdzie migrowano z terenów wiejskich. Miejscowe rolnictwo opiera się na rozległych zmechanizowanych gospodarstwach, gdzie nie potrzeba licznej siły roboczej.
Pod względem pochodzenia rasowego, w regionie dominują biali (46,2%) oraz Mulaci (49,4%). Czarni stanowią ok. 3,5%, a pozostałe rasy poniżej 1%.

## Gospodarka
Gospodarka Regionu Środkowo-Zachodniego opiera się na hodowli bydła oraz rolnictwie. PKB regionu wynosi 542,632 miliardów reali, co odpowiada prawie 10% PKB całego kraju. W kilku ostatnich dziesięcioleciach nastąpił gwałtowny rozwój gospodarczy regionu. W latach 70. XX wieku, jego udział w PKB Brazylii wynosił niecałe 4%. Do tego wzrostu przyczyniła się budowa nowej stolicy, a co za tym idzie lepsza infrastruktura i zwiększona migracja do interioru. Od lat 70. nastąpiła poprawa produktywności upraw, między innymi dzięki dostosowaniu nasion takich roślin jak soja, kukurydza, fasola i bawełna do nieurodzajnych gleb cerrado, a także zastosowaniu płodozmianu, skuteczniejsze, u zwalczaniu szkodników i nawożeniu. Poprawiła się również wydajność hodowli bydła – w ciągu 30 lat czas chowu bydła do momentu uboju zmniejszył się z 72 do 24 miesięcy.
PKB w 2014
| Stan                | PKB         | % PKB krajowego | % PKB regionu | PKB na jednego mieszkańca |
| ------------------- | ----------- | --------------- | ------------- | ------------------------- |
| Dystrykt Federalny  | 197 432 mln | 3,4%            | 36,40%        | 69 216,80                 |
| Goiás               | 165 015 mln | 2,9%            | 30,41%        | 25 296,60                 |
| Mato Grosso         | 101 235 mln | 1,8%            | 18,65%        | 31 396,81                 |
| Mato Grosso do Sul  | 78 950 mln  | 1,4%            | 14,54%        | 30 137,58                 |
| Região Centro-Oeste | 542 632 mln | 9,38%           | 100%          | 35 653,48                 |

### Główne sektory gospodarki

#### Rolnictwo i hodowla bydła

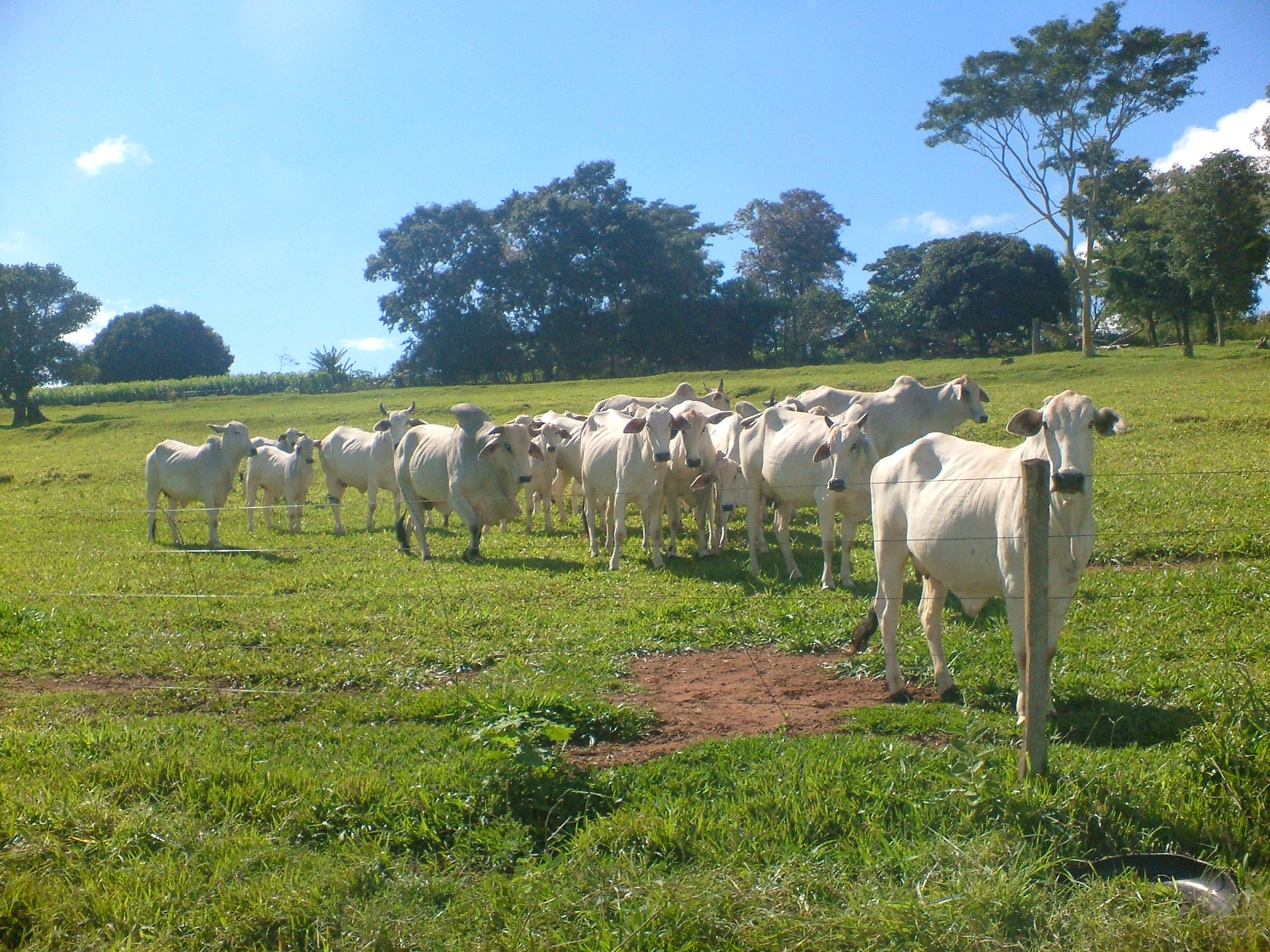
Hodowla bydła jest podstawą gospodarki regionu

Najważniejszą uprawą regionu jest soja. W 1985 uprawy soi w Regionie Środkowo-Zachodnim stanowiły ok. 25% wszystkich upraw tej rośliny w kraju, dzisiaj jest to ok. 50%. Inne uprawy obejmują bawełnę, kukurydzę, trzcinę cukrową, ryż, maniok i sorgo. Stan Goiás jest jednym z głównych producentów pomidorów.
W regionie hoduje się ok. 70 mln sztuk bydła, co odpowiada 36% krajowej produkcji. Na drugim miejscu znajduje się hodowla trzody chlewnej, zwłaszcza na południu stanu Goiás i w Mato Grosso do Sul. Region Środkowowschodni jest jednym z głównych eksporterów wołowiny za granicę. W pierwszym kwartale 2016 stan Mato Grosso odpowiadał za 16,7% brazylijskiego eksportu tego produktu, a Goiás za 12,5%. Łącznie region eksportował więcej wołowiny niż zajmujący pierwsze miejsce na tej liście stan São Paulo (26,3%).
Region dostarcza ok. 15% produkcji krajowej mleka (dane z 2012), z czego ponad 70% przypada na stan Goiás, który jest na 4. miejscu w kraju pod względem produkcji mleka.

#### Turystyka

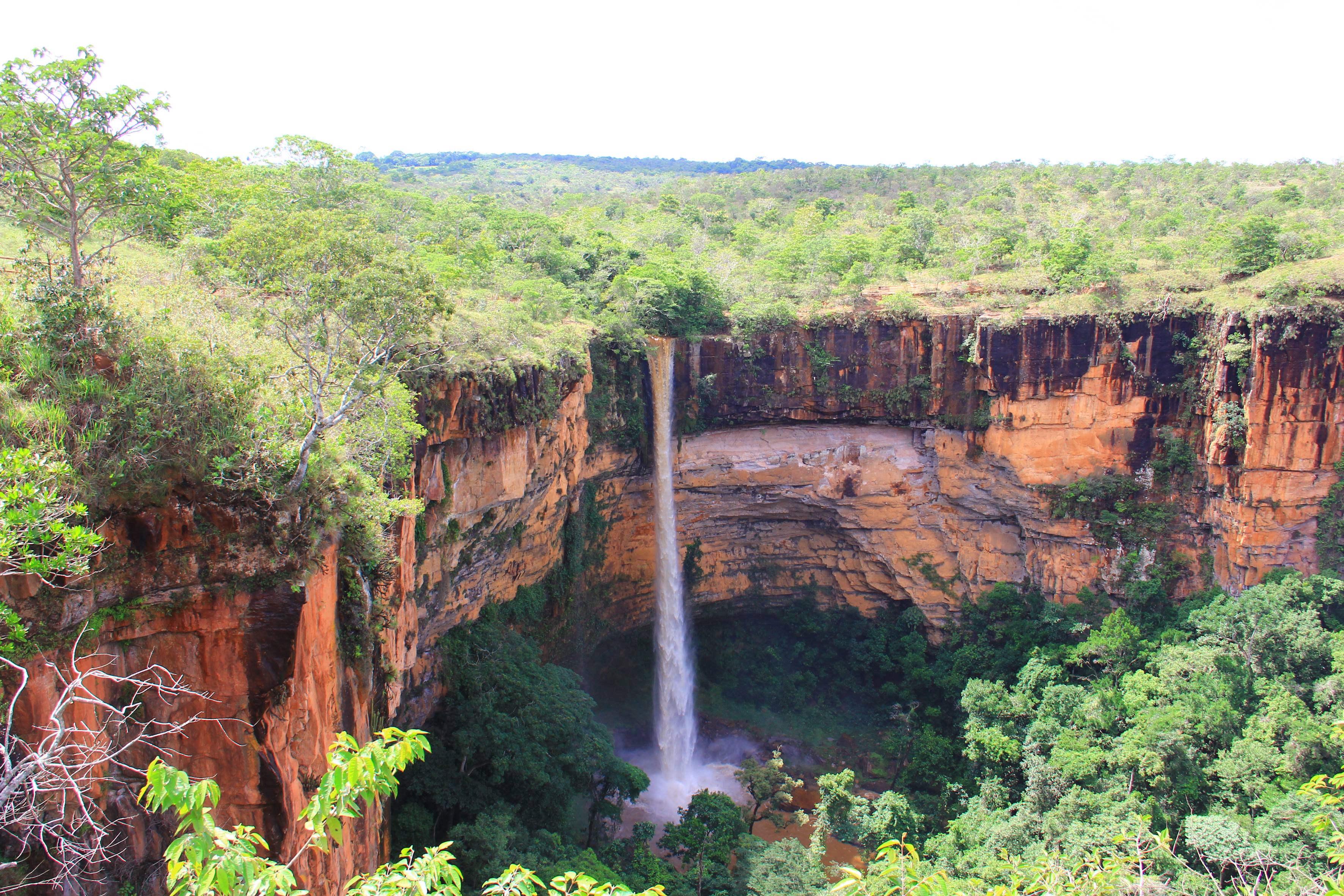
Chapada dos Guimarães

Region Środkowo-Zachodni przyciąga głównie miłośników przyrody i nowoczesnej architektury. Najchętniej odwiedzanym przez turystów miejscem jest Pantanal, leżący w stanach Mato Grosso i Mato Grosso do Sul. Największą równinę aluwialną na świecie odwiedza rocznie ponad 200 tys. turystów z czego ok. 75% to Brazylijczycy. Spośród turystów zagranicznych, najliczniejszą grupę stanowią Holendrzy (32%), Francuzi (11%) i Niemcy (9%). W 2016 w Corumbá, jednym z głównych ośrodków turystycznych w Pantanalu, ilość miejsc pracy w tym sektorze gospodarki zwiększyła się o ponad 34% w porównaniu z poprzednim rokiem. Turyści odwiedzający ten region wydali ponad 318 mln reali. Inne ważne miejsca na mapie turystycznej regionu to parki narodowe Chapada dos Veadeiros i Chapada dos Guimarães, Bonito oraz stolica kraju, Brasília. W 2015 dziennik The Guardian umieścił stolicę na liście 10 miejsc na świecie, które warto odwiedzić ze względu na architekturę. Miasto posiada 6. pod względem wielkości bazę hotelową w kraju, znajduje się tu ponad 270 hoteli, hosteli i pensjonatów.